# کارل دورسی
کارل دورسی (انگلیسی: Carl Dorsey; ۱۲ مهٔ ۱۸۹۴ – ۹ ژوئیهٔ ۱۹۷۴) قایقران قایق بادبانی اهل ایالات متحده آمریکا بود.